# De Soto (Iowa)
Pour les articles homonymes, voir De Soto.
De Soto est une ville du comté de Dallas, en Iowa, aux États-Unis. Elle est incorporée le 28 avril 1875. 

## Source de la traduction
- (en) Cet article est partiellement ou en totalité issu de l’article de Wikipédia en anglais intitulé « De Soto, Iowa » (voir la liste des auteurs).